# (10293) Pribina
(10293) Pribina – planetoida z pasa głównego asteroid okrążająca Słońce w ciągu 5 lat i 77 dni w średniej odległości 3 j.a. Została odkryta 5 października 1986 roku w Obserwatorium Astronomicznym UMK w Piwnicach koło Torunia przez Milana Antala. Nazwa planetoidy pochodzi od Pribiny (ok. 800 – ok. 861), pierwszego władcy Księstwa Nitrzańskiego. Przed nadaniem nazwy planetoida nosiła oznaczenie tymczasowe (10293) 1986 TU6.